# あげテンッ
『あげテンッ』は、2009年4月2日から2013年9月26日まで東海テレビで放送されていた情報バラエティ番組。全223回。2012年4月5日放送分からは『あげテン』と題して放送されていた。

## 概要
我が家とロッチが東海3県各地で様々なバラエティ企画を遂行していた深夜番組。
『あげテンッ』と題して放送されていた当時は、毎回我が家とロッチがロケ地と視聴者と自分たちのテンションを上げていくことをコンセプトにした企画に挑戦していた。しかし、『あげテン』への改題とともに番組自体の内容もリニューアルし、以後は我が家とロッチが「東海地方の1200万人と出会い、つながりを持つ」ことをコンセプトにして行われていた。また、改題を機に番組オリジナルのロケ車「あげテンワゴン」を導入し、各地への移動と各場面での演出に用いていた。
番組後半では音楽情報や映画情報などを紹介。こちらは『あげテン』への改題以後も特に内容は変わらなかった。

## 放送時間
いずれも日本標準時。
- 木曜 24:35 - 25:05 （2009年4月2日 - 2010年12月23日） - 年末SP回では放送枠を15分拡大。
- 木曜 24:40 - 25:10 （2011年1月13日 - 2013年3月28日） - ミニ番組枠の新設に伴い、以後は5分繰り下げて放送。
- 木曜 24:40 - 25:15 （2013年4月4日 - 2013年9月26日） - 放送枠が5分拡大。東海クラシック関連のミニ番組の放送期間中には5分繰り下げて放送。

## 出演者
- 坪倉由幸（我が家）つなぎの色は青■
- 杉山裕之（我が家）つなぎの色は赤■
- 谷田部俊（我が家）つなぎの色はピンク■
- コカドケンタロウ（ロッチ）つなぎの色は緑■
- 中岡創一（ロッチ）つなぎの色は黄色■

## スタッフ

### 2009年4月 - 2010年3月
- ナレーター：藤本晶子
- 構成：萩巣しぐれ、森下ゆうじ
- 編集：加藤篤
- MA：TV CITY
- CG：ちゅるんカンパニー
- 制作デスク：尾形裕子
- AD：中村祐紀、森山智世
- ディレクター：齊藤彰、矢田崎詳之、勝方大祐、塚本英恵
- プロデューサー：稲田卓、神原光博
- 制作協力：エキスプレス
- 制作著作：東海テレビ

### 2010年4月 - 2012年3月
- ナレーター：成嶋早穂（2010年4月 - 2010年9月） → 岡田考平（2010年10月 - ）
- 構成：萩巣しぐれ、森下ゆうじ
- 撮影：水越伸治、青沼康輝
- 音声：遠藤淳、高島智
- 編集：鈴木和幸
- MA：TV CITY
- 協力：東海タイトル・ワン
- CG：ちゅるんカンパニー
- 制作デスク：尾形裕子
- AD：伊東雅幸、今西由香
- ディレクター：洲崎学、塚本英恵
- プロデューサー：稲田卓
- 制作協力：Botorosa
- 制作著作：東海テレビ

### 2012年4月以降
- ナレーター：岡田考平（2010年10月 - ）
- 構成：萩巣しぐれ、森下ゆうじ、平松政俊
- 撮影：水越伸治、青沼康輝
- 音声：遠藤淳、高島智、加藤光
- 照明：ムルガン・セラン、禾本豊
- 編集：中村公彦、居藤竜哉
- 車輌：上田晋平
- デスク：近藤智子
- 制作進行：福盛太郎
- AD：加藤大地
- ディレクター：伊藤正鋭、岩谷広信、福島正修、深谷美帆
- AP：藍川恵美子
- プロデューサー：渡辺克彦、大西康雄
- 制作協力：第二制作
- 制作著作：東海テレビ

## 主なコーナー・企画
勝手にお祭りプロジェクト
坪倉の「お祭りをすればテンションが上がる」という単純な発想から始まった連続企画。企画スタート時には「5月1日津島市祭りの館」しか決まっていなかったのにもかかわらず、その次の週では内容よりも先にビラ作りを行った。ビラは杉山の作品が採用された。祭は実際に、5月1日津島市観光交流センターで「第一回あげテンッ祭」と銘打って行われた。また、その時にあった紙ヒコーキ大会で優勝した人には、谷田部のPlayStation Portableをプレゼントした。
成功戦隊あげテンッジャー
5人揃って成功したり、5人揃って連続で正解したりすることでテンションを上げていくコーナー。メンバーが着ていた戦隊衣装は、第一回あげテンッ祭で展示された。
映画で一言
映画に因んだ質問をメンバーにするコーナー。